# Pierre Dao
Pierre Dao (Lione, 15 agosto 1943) è un allenatore di pallacanestro francese.

## Carriera
Ha guidato la Francia a quattro edizioni dei Campionati europei (1977, 1979, 1981, 1983).

## Palmarès
- Campionato francese: 4

ASPO Tours: 1975-76, 1979-80
CSP Limoges: 1983-84, 1984-85